# Harald Michel
Pour les articles homonymes, voir Michel (patronyme).
Harald Jürgen Michel (né le 13 avril 1949 à Neustadt an der Orla et mort le 11 avril 2017 dans la même ville) est un homme politique allemand (CDU).

## Biographie
Le 13 novembre 2003, Michel, enseignant diplômé est élu au Landtag de Thuringe en remplaçant le député Jörg Kallenbach, jusqu'à la fin de la législature en juin 2004. Il y est membre de la commission de l'économie, du travail et de la politique structurelle, de la commission de la science, de la recherche et des arts et de la commission du budget et des finances. Il est également membre du comité d'enquête 3/2 "Gestion de la Thüringer Straßenwartungs- und Instandhaltungsgesellschaft mbH (TSI), les activités de contrôle du gouvernement du Land concernant la gestion de la TSI et l'efficacité de la TSI".